# بيريلين
بيريلين هو هيدروكربون عطري متعدد الحلقات له الصيغة الكيميائية C20H12، ويكون على شكل بلورات صفراء إلى بنية اللون.
يمكن اعتبار مركب تتراسين بنيوياً على أنه اندماج بين أربع حلقة بنزين تجمع بينها حلقة سداسية خامسة في المنتصف.

## الوفرة الطبيعية والتحضير
يوجد البيريلين طبيعياً في قطران الفحم؛ كما عثر عليه في المستحاثات وفي الخث وفي الترسبات الجيولوجية على ضفاف بعض الأنهار، وكذلك في النفط الخام.
يمكن تحضير البيريلين مخبرياً من تفاعل نزع كربوكسيل من مركب ثنائي أنهيدريد بيريلين رباعي الكربوكسيليك (PTCDA)، وهو خضاب معروف، وذلك بتفاعل يجرى بوجود أشعة ميكرويف وحفاز من النحاس في وسط من الكينولين.

## الخواص

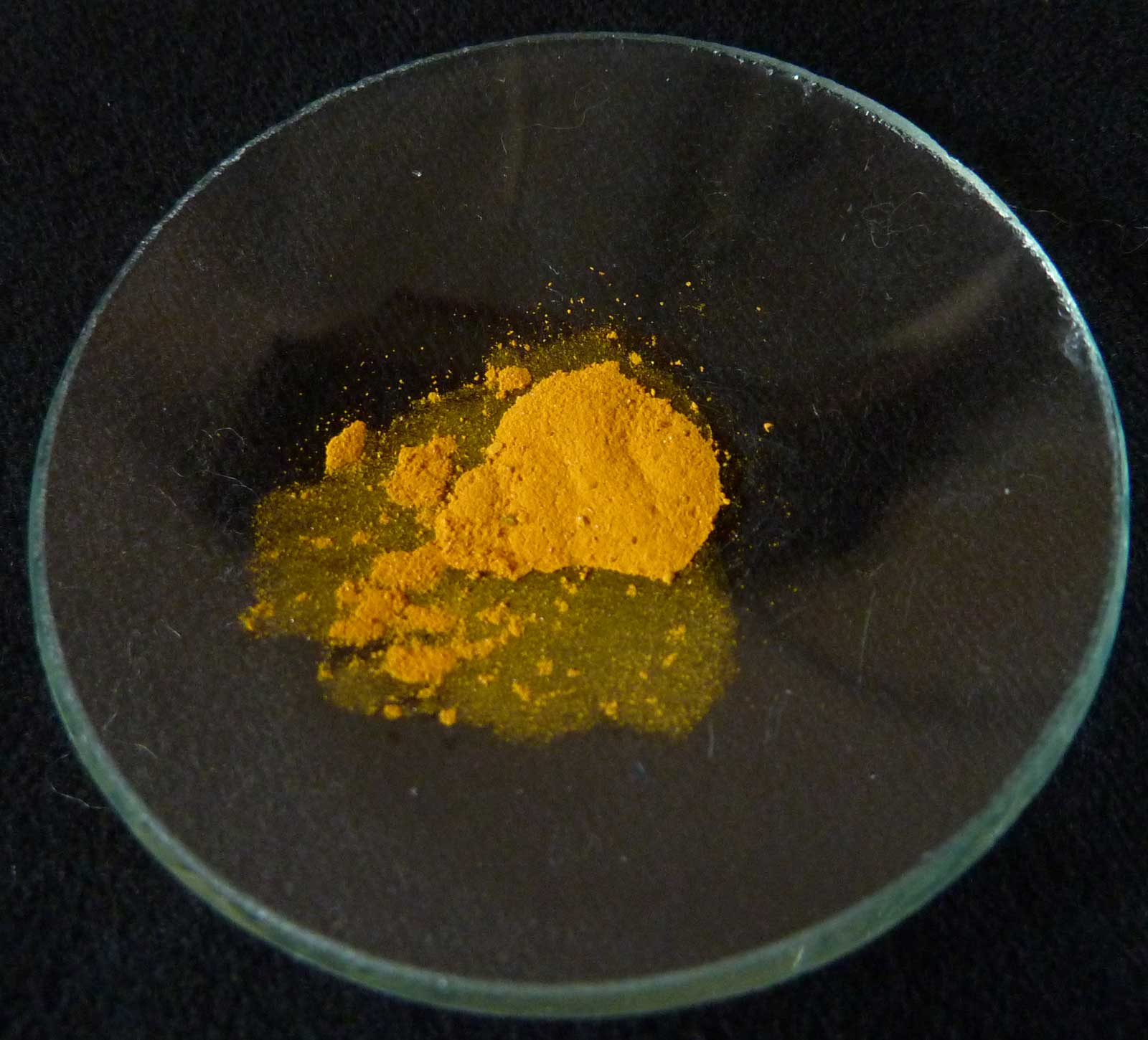
عينة من البيريلين

يوجد المركب في الحالة العادية على شكل بلورات صفراء إلى بنية اللون، عديمة الانحلالية في الماء، لكنها ذوابة بشكل جيد في كل من ثنائي كلورو الميثان والتولوين والكلوروفورم؛ لكنها ضعيفة في الكحولات مثل الميثانول والإيثانول.
يبدي البيريلين خاصة فلورية ذات لون أزرق عند تعريضه للأشعة فوق البنفسجية. يمكن اعتبار بنية البيريلين على أنها ارتباط بين حلقتي نفثالين في الموقعين 1 و 8. خضعت بنية البيريلين لدراسة مكثفة بتقنية دراسة البلورات بالأشعة السينية.

## الاستخدامات
يستخدم البيريلين كمادة مصدرة للضوء الأزرق في الصمامات الثنائية العضوية الباعثة للضوء.

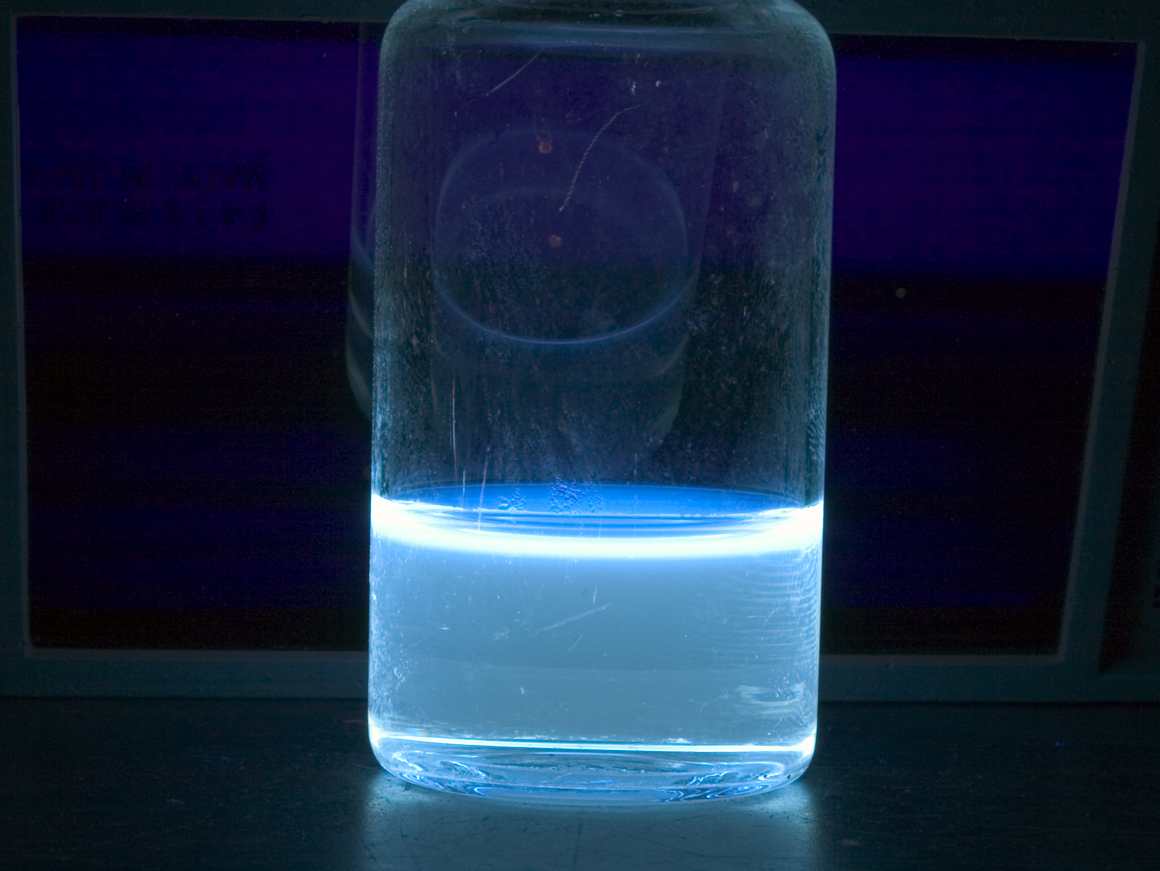
الخاصة الفلورية للبيريلين المذاب في ثنائي كلورو الميثان عند تعريضه للأشعة فوق البنفسجية.